# Lineo Mochesane
Lineo Mochesane, née le 29 juillet 1984, est une taekwondoïste lésothienne.

## Biographie
Elle appartient à une génération de taekwondoïste lésothienne, qui a eu beaucoup de réussite, avec une équipe féminine participant aux rendez-vous internationaux. Une dynamique s'était créée grâce à l'appui de la Corée du Sud qui faisait de ce sport un des leviers de sa diplomatie en Afrique et à l'armée  lésothienne qui a mis à disposition des entraîneurs de taekwondo dans les districts,,. 
Elle remporte sa première médaille d'or internationale dans la catégorie féminine ultra-légère de moins de 47 kg, aux Jeux africains de 2003. Elle est le porte-drapeau pour le Lesotho lors de la Cérémonie d'Ouverture des 2004 jeux olympiques d'été de 2004. Elle participe au tournoi de taekwondo de ces jeux olympiques, mais perd au premier tour contre l'autrichienne Nevena Lukic. Elle est la dernière taekwondoïste lésothienne qualifiée pour les jeux olympiques dans les années 2000 et 2010.
Après les jeux olympiques, en 2006, elle remporte une médaille d'argent aux championnats du monde militaires de Taekwondo de Séoul, Corée du Sud, et une médaille de bronze aux Jeux africains de 2011.

## Principaux podiums en compétitions internationales

### Championnats d'Afrique
- Médaille d'or aux Championnats d'Afrique de Taekwondo 2003 à Abuja, au Nigeria, en moins de 47 kg

### Championnats du monde militaires
- Médaille d'argent aux championnats du monde militaire 2006, à Séoul, en Corée du Sud en moins de 47 kgg

### Jeux Africains
- Médaille de bronze aux Jeux africains de 2011 à Maputo - Mozambique, en moins de 49 kg